# Amblyomma maculatum
Amblyomma maculatum är en fästingart som beskrevs av Koch 1844. Amblyomma maculatum ingår i släktet Amblyomma och familjen hårda fästingar. Inga underarter finns listade i Catalogue of Life.

## Bildgalleri

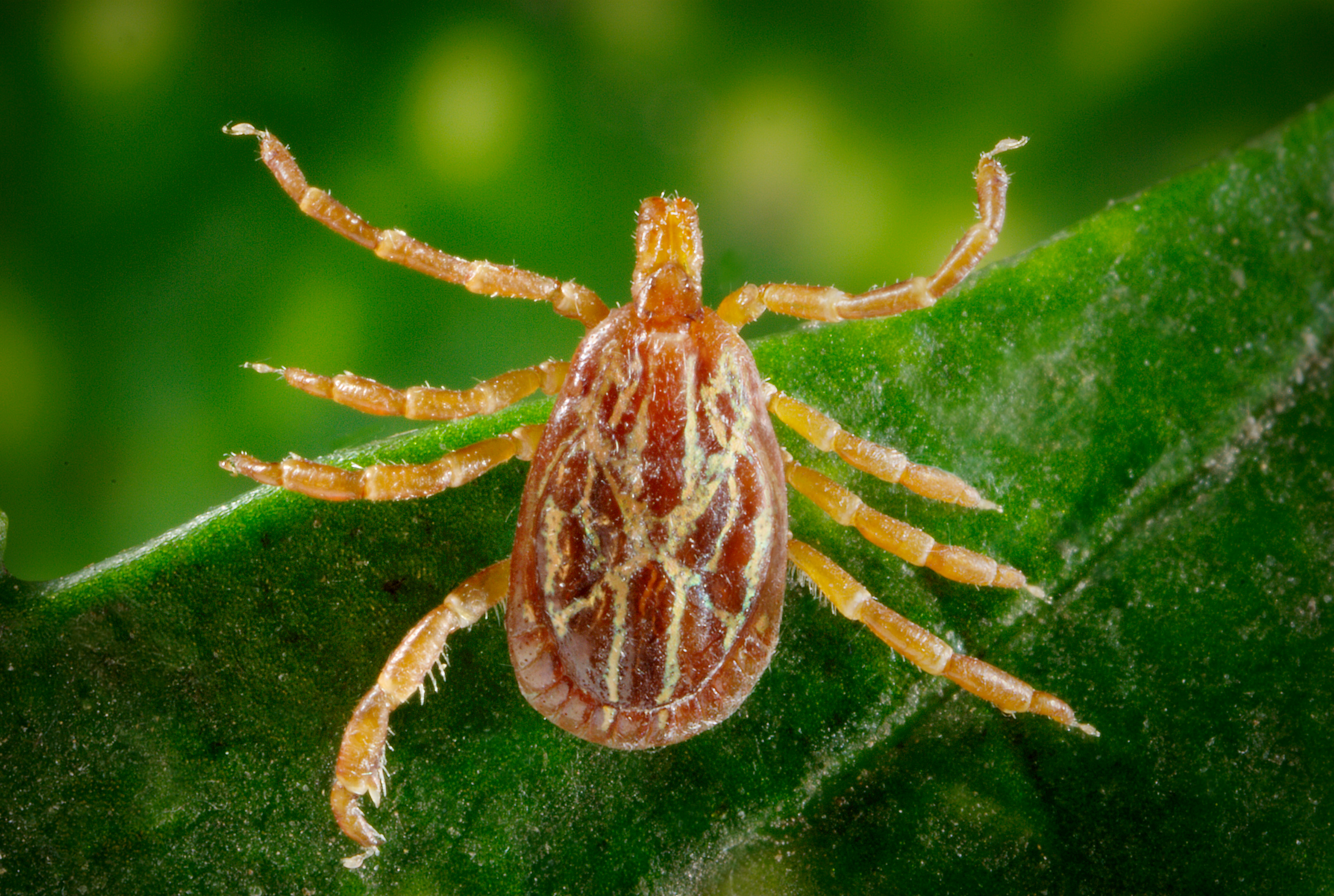